# Paternal (película)
Paternal es una película documental de Argentina filmada en colores dirigida por Eduardo Yedlin sobre su propio guion escrito en colaboración con Roberto Barandalla que se estrenó el 5 de septiembre de 2019 y tuvo el título alternativo de Paternal, tierra de Dios.

## Origen del título
La Paternal o, simplemente Paternal, es un barrio situado en la parte centro-noroeste de la Ciudad Autónoma de Buenos Aires. Fue fundado en 1904 mediante un decreto nacional. Su nombre se debió, para algunos, al pedido de una Sociedad de Seguros "La Paternal", que era dueña de numerosos terrenos de la zona, donde construyó casas para obreros. Otros opinan que el nombre le fue dado por una pulpería, conocida porque en ella paraban las carretas que iban a Luján pasando por el "camino a Moreno". 
En el barrio se encuentra la sede social de la Asociación Atlética Argentinos Juniors, club de fútbol centenario que milita en la Primera División Argentina donde Diego Maradona dio sus primeros pasos en la primera división argentina, cuyo estadio que alberga al club lleva el nombre del jugador.

## Adolfo Roitman
Adolfo Daniel Roitman (Buenos Aires, Argentina, 13 de junio de 1957) es un arqueólogo y experto en religiones comparadas que desde 1994 es el curador de la colección de manuscritos del Mar Muerto y director del Santuario del Libro del Museo de Israel desde donde impulsó la plataforma que muestra los manuscritos en línea para todo el mundo. Roitman nació y creció en la comunidad judía del barrio porteño de La Paternal, y se graduó en Antropología en la Universidad de Buenos Aires. En 1986 se graduó de rabino en el Seminario Rabínico Latinoamericano para posteriormente emigrar a Israel, hablando ya hebreo y con su tesis de doctorado basada en el libro de Judit.

## Sinopsis
La trayectoria de Adolfo Roitman desde su barrio natal en Bueno Aires a Israel y su relación con los manuscritos encontrados en el Mar Muerto.

## Comentarios
Eduardo Elechiguerra en el sitio web asalallena.com.ar  opinó:

”Sus comentarios buscan generar cierta empatía entre el antropólogo Adolfo Roitman…y la propia visión del realizador sobre el ser humano dentro del Tiempo…El narrador...reflexiona sobre la búsqueda necesaria del ser humano por cambiar. No hay cuestionamiento en sus palabras, sino preocupación por cierta banalidad frente a una cultura remota....Yedlin está en busca del sentido sagrado de la palabra oral y escrita dentro del hacer de Roitman, fuera de la verborrea y superficialidad actuales. También está consciente de que la palabra se erosiona como lo hace una piedra o los suelos de Jerusalen y por ellos permite que ciertas imágenes hablen por sí solas...al instante de retratar tierras en contacto constante con un autodescubrimiento apenas sugerido por el narrador, pero visualmente enmudecedores. Paternal, entonces, no sólo es la referencia al barrio que vio crecer a Roitman...sino también una alusión judeocristiana al Padre y a la visión abarcadora de Yedlin en cuanto al cine como creador de imágenes perdurables.”